# 麻生早苗
麻生 早苗（あそう さなえ、1975年11月2日 - ）は、日本のAV女優。東京都出身。肉感的ボディで一世を風靡した。

## 経歴
1995年、『Bejeans』（英知出版）Vol.3（3/15号）でグラビアデビュー。同年5月、『Touch Me』でカレンよりAVデビューした。
B90(Eカップ)、W60、H87（デビュー時）の肉感的ボディでハードなカラミをこなし、トップクラスの人気AV女優となった。出演作の多くは擬似本番だったとされているが、潮吹きや多人数とのカラミ、SMに至るまで幅広いプレイをこなした。1998年にAV業界から完全に引退した。
出演作中、1998年に発売された『人間模様』は、デビュー前からの恋人だったいちはらカズがプライベートに撮りためていたビデオをドキュメント化したもので、女優名はクレジットされていない。希少性と「麻生早苗の本番が見られる」という話題性から高額なプレミアがついている。
AV男優・加藤鷹と結婚し、三人の子供をもうけるも、2011年に離婚。現在、麻生と子供はアメリカに住んでいる。加藤は今も仕送りをしている。（「週刊ポスト」2013年10月25日号の加藤鷹インタビューより） 
2012年5月、14年ぶりにAVに復帰したが、翌2013年の4月以降は新作の発売が無い。

## 出演作品

### アダルトビデオ（オリジナル作品）
1995年
- Touch Me 熱いハートで抱きしめて （5月26日、カレン）
- スウィートレディ （6月30日、カレン）
- エロドラマ （7月21日、カレン）
- 肉体遊戯 エロスの恍惚にひたる欲望 （8月21日、サマンサ）
- Deep Kiss （9月22日、サマンサ）
- 女教師狩り in Sanae. （10月13日、サマンサ）
- 監禁ボディドール 女体最終章 （11月30日、サマンサ）

1996年
- 女尻 （6月7日、アリスJAPAN）
- 人間廃業 （7月5日、バビロン）
- 貝くらべ3 連続ハードFUCK!!（8月2日、サマンサ）…共演:香取さやか
- NEO出血大制服 24（8月20日、アトラス）
- 逆ソープ天国（10月18日、バビロン）
- あぶない放課後 新・女教師スペシャル（11月12日、ヴォーグ）
- 全身ハードコア（12月12日、ヴォーグ）

1997年
- 美肉三姉妹 トリプルファック（1月10日、サマンサ）共演:水奈りか、貴奈子
- LINGERIE DOLLS vol.4（1月19日、宇宙企画）共演:藤谷かな、三浦あいか
- 痴女 ブッカケられ吸い尽くす女20発（2月21日、アテナ映像）
- 生撮り極上エロボディ（3月9日、笠倉出版社）
- 愛奴たちの館 アソコの中の訪問者（3月31日、エイトマン）共演:可愛手翔、須藤あゆみ、早瀬まみ、澤田みづほ
- 女体解剖 恥ずかしいけど潮まみれ大絶頂!!（4月30日、アテナ映像）
- 妖宴 3（5月25日、シェール）
- H秘書はナマがお好き PART.21（6月25日、シェール）
- AVアイドル伝説（7月15日、アトラス）
- 月刊エロイデー Vol.4（8月15日、チャレンジャー）他多数出演
- タマにはしゃぶりたい 失神寸前!!（8月29日、セクシア）
- 伝説崩壊 淫獣の化身 （9月27日、セクシア）
- 闇に抱かれた女 続・淫らな腰の天使たち（10月31日、エイトマン）共演:三咲まお、小室友里 他
- 人間発電所 （11月30日、SAMM）
- レア・フェティッシュ（12月5日、ソフト・オン・デマンド）

1998年
- 緊縛エクスタシー（1月23日、シネマジック・ノワール）
- 人間模様（1月25日、ワースト）
- 綺艶 美術女教師 淫猥暴行（2月6日、ソフト・オン・デマンド）
- 続・緊縛エクスタシー（2月20日、シネマジック・ノワール）
- きせかえ人形・蛇縛の艶変化（3月13日、蛇縛）
- 女組長レイプ 極道の女 けじめつけさせて頂きます（4月17日、死夜悪）
- おしおき 1 女医と事務の男（5月、ハリウッドフィルム）
- スイミングインストラクターレイプ 水の中の果肉（6月16日、死夜悪）
- 奴隷女教師 女囚淫夢（7月17日、シネマジック）

2001年
- 古典女教師レイプ（9月1日、SODクリエイト）他出演:速見かおり
- 女教師狩りSpecial（9月21日、マックス・エー）他出演:鮎川あみ、有賀涼、寿綾乃

2002年
- レア フェティッシュ（5月17日、ソフト・オン・デマンド）
- 死夜悪THE BEST 18 ～水の中の果肉スペシャル～（8月18日、アタッカーズ）他出演:三咲まお、若林樹里

2003年
- ブルーファイル 麻生早苗（2月21日、マックス・エー）「Touch Me」「スィートレディ」「エロドラマ」「肉体遊戯」
- 蛇縛の乱舞 Select（3月8日、アタッカーズ）他出演:植田真奈

2009年
- 黄金伝説 麻生早苗の原点（5月22日、マックス・エー）「Touch Me」「スィートレディ」「エロドラマ」、「肉体遊戯」を収録

2010年
- 復刻 女尻（1月8日、アリスJAPAN）
- 新 MAXピンクファイル 麻生早苗（1月8日、マックス・エー）
- STAR FILE 麻生早苗（7月16日、STAR FILE）

2012年
- 復活 本番解禁（5月11日、マックス・エー）
- 溺れる堕人妻　-目の前で夫の上司と-（6月8日、マックス・エー）
- 完熟艶女 匂いたつ本気セックス4本番（7月13日、マックス・エー）
- SSS-BODY 「初めてカメラ前で"麻生早苗"を出せました」（8月13日、E-BODY）
- 人妻潜入捜査官～時効直前！！14年ぶり奇跡のカムバック捜査編～（9月7日、マドンナ）
- 甦る女神 麻生早苗（9月28日、アリスJAPAN）「女尻」「人間廃業」「逆ソープ天国」を収録
- ご近所町内会 レズ調教（10月7日、マドンナ）共演:風間ゆみ、結城みさ、澤村レイコ
- 極道の女 外伝 かつて姐と呼ばれた女（11月7日、アタッカーズ）
- あなた、許して…。-憧れの女-（12月7日、アタッカーズ）

2013年
- 痴漢映画館 4 こんな所で…なのに、なのに私ったら…!（1月7日、アタッカーズ）
- 夫の目の前で犯されて- 訪問強姦魔8（2月7日、アタッカーズ）
- 美人女将 温泉宿に身を捧げた女帝（3月7日、アタッカーズ）

## 出演

### 映画
- 濡れる美人三人姉妹 乱れ乱れる乱れろ（1996年7月26日公開、新東宝映画）監督:安田健弘 …共演：水奈りか、貴奈子[5] - ビデオ版は『美肉三姉妹 トリプルファック』（1997年1月10日、サマンサ）

### オリジナルビデオ
- モザイク崩し（1997年2月22日、T.M.C.）監督 干支独活 共演：小林ひとみ、伊藤きらら、寺尾佑理 他[6]

### テレビ
- 土曜ワイド劇場 （テレビ朝日）
  - 怪人食いしんぼ!（1996年4月27日）
  - 新・赤かぶ検事奮戦記 4（1997年4月12日）

### アーケードゲーム
- THE・野球拳 パート24（NEWジャトレ）共演：さの朝香、浜田ルミ、片山唯

### イメージビデオ
- 淑女の液（英知出版）
- Mojaヘアマガ（英知出版）
- 瞬間恋愛（2012年5月23日、ギルド）

## 書籍

### 写真集
- Blue Film（1995年7月20日発行、撮影：平田友二、英知出版）
- 真実（1997年2月28日発行、撮影：横山こうじ、東京三世社）
- 淑女の雫（1997年7月10日発行、撮影：少年K、英知出版）
- 美少女SM Vol.6 麻生早苗写真集（1997年8月15日発行、撮影：杉浦則夫、三和出版）

### 雑誌
- 宝島 1995年06月28日号
- トップテンメイト 1995年07月号
- オレンジ通信 1995年10月号（表紙）、1997年02月号（表紙）
- マドンナハウス 1995年10月号
- 放課後クラブ 1996年09月号
- Dcup 1996年10月号
- VIDEO BOY 1996年10月号
- URECCO 1996年11月号、1997年02月号、03月号
- ドリブ 1997年04月号
- COMIC BOY 1997年04月号
- ベスト・オブ・ビデオ・ザ・ワールド1997年ＮＯ．26（表紙）